# گندمان
گندمان یکی از شهرهای شهرستان بروجن در استان چهارمحال و بختیاری و مرکز بخش گندمان است.

## وجه تسمیه
کلمه «گندمان» از «گندم‌گان» گرفته شده‌است. یکی از هفت قصر بهرام گور در این محل قرار داشته‌است(خانه سابق میرزاعلی علیدادی گندمانی و فعلی محمدآقا رستمی) و نام آن را «گندمان» نهاده بوده‌است.
گندمان نام یکی از محال چهارگانه چهارمحال می‌باشد که مصداق آن در این شعر هویدا و مبرهن است که:
سرزمین بختیاری و محال اربعه ...پیش از این گویندگانش بود و باشد این زمان
خواهی اَر دانی محال اربعه باشد کجا... هست آن لار و کیار و میزدج با گندمان

## مردم
مردم گندمان دارای فرهنگ و گویش اصالت بختیاری می باشند.

## تاریخچه
- پیشینه تاریخی این شهر به قدمت تاریخ سرزمین ایران است. طبق گمانه‌زنی‌هایی که در سال ۱۳۷۲ شمسی در دامنه تپه باستانی بهرام گور گندمان از سوی اداره کل میراث فرهنگی استان چهارمحال و بختیاری انجام شد، مجسمه‌های سفالی در اشکال حیوانات اهلی پیدا شد که براساس لایه‌های ابسیدین روی آنها قدمتی پنج هزار ساله را نشان داد. نوع زندگی و معیشت مردمان این خطه با توجه به آب فراوان، خاک حاصلخیز و مرتع‌های پهناور، کشاورزی و دامداری بوده است.[۴]
- در کتب اخبارالبلدان، تاریخ دفینه‌های ایران، تاریخ قاجاریه و سفرنامه ناصرخسرو قبادیانی و تاریخ گزیده از حمدالله مستوفی در خصوص این سرزمین متمدن و تاریخی صحبت به میان آمده است، در زمان اشکانیان و ساسانیان حاکمی به این منطقه فرستاده شد که این شهر را به عنوان ضرابخانه کشوری نمایان کرد که سکه‌های پیدا شده از زمان شاپور یکم دلیل این امر بوده و آثار قلعه‌های متعدد در بخش گندمان نیز این موضوع را ثابت کرده است. تمدن الیمایی نیز جزو تمدن‌های گندمان بوده و نمونه مقبره‌ها و گورهای این قوم هویدا است.[۲]
- زمانی که آغامحمدخان قاجار بعد از مرگ کریم‌خان زند، شیراز را به سمت استرآباد ترک کرد تا ایل قاجار را با خود به قصد جنگ با لطفعلی خان در شیراز همراه سازد، هنگام برگشت به سمت شیراز با سپاه در چمنزارهای گندمان اتراق کرد و در تاریخ قاجاریه بنام چمن گندمان نام برده شده‌است.[۲]

- هنگامی که شاه عباس صفوی به قصد جنگ با پرتغالی‌ها عازم جنوب ایران شد از این منطقه آباد، نام برده‌است (تاریخ زندگانی شاه عباس اول اثر نصراله فلسفی) حتی سینه به سینه این نقل از زمان شاه عباس شده‌است که سپاه شاه عباس در کنار امامزاده مادر و دختر گندمان در لب چشمه‌های مادر و دختر اتراق کرده بودند که چون شب شد صدای قورباغه نگذاشتند سپاه شاه بخوابند. جوانی گندمانی از تیر و طایفه عشیرقلی که اصالتاً گندمانی هستند (رسولی/مختاری/صمدی/طاهری امروزی) از کنار چشمه‌ها رد می‌شده‌است شاه از وی می‌خواهد که راهکار دهد یا جایی دیگر برایشان پیداکند وی می‌گوید چند گوسفند ذبح کنید بعد از ذبح روده‌های گوسفندان را پر از باد کرده و دو سر آن را گره زده و در جاهای مختلف چشمه‌ها رها می‌سازد (روده هاشبیه مار شده بودند) بعد از چند لحظه صداها قطع می‌شود و شاه به سپاس این کار مقادیر زیادی اشرفی به وی هدیه می‌کند.

- یکی از مکان‌هایی که در ایران ارامنه‌نشین بوده‌است، بخش گندمان  می‌باشد. مزارهای این قوم در جای جای این بخش به چشم می‌خورد در کتاب زندگانی شاه عباس اول این موضوع آورده شده که زمانی که شاه عباس برای جنگ با عثمانیها عازم جنگ شد، از ارامنه جلفا و ایروان و نخجوان خواست که خانه‌های خود را ترک کرده و چشمه‌های آب را کور کرده تا دست عثمانیها به آب و غذا نرسد. ارامنه جلفا با وی همکاری نموده اما ارامنه ایروان و نخجوان از این کار سرباز زدند. شاه عباس ارامنه جلفا را به پاس خدمتشان به اصفهان کوچاند و منطقه‌ای را به اسم جلفا نامید و برای آنان در نظر گرفت و آنان را در مناصب و پست‌های مهم گمارد و از دادن مالیات معاف نمود ولی ارامنه ایروان و نخجوان را به جاهای دوردست ایران به جرم عدم همکاری کوچاند. از آن زمان نزدیک به ۴۰۰ سال می‌گذرد و ارامنه بخش گندمان جزء ارامنه ایروان و نخجوان بوده‌اند و هم‌اکنون هم بعضی مواقع به دیدن مزارهایشان می‌آیند.[۵]

## تقسیمات کشوری
گندمان به عنوان یکی از محال های چهارگانه تاریخی چهارمحال (شامل *لار، کیار، میزدج و گندمان*) ، دارای روند شکل‌گیری تقسیمات کشوری  به شرح زیر است:  
- این سرزمین تا پیش از تغییرات سیاسی استان‌های ایران و تا زمان قاجاریه جز ایالت فارس و بلوک سر حد شش ناحیه بوده است.فارسنامه ناصری

- در سال ۱۳۱۶ خورشیدی، با تقسیم ایران به ۱۰ استان، این منطقه زیر مجموعه استان دهم به مرکزیت اصفهان قرار گرفت. پیشینه تقسیمات کشوری ایران
- در سال ۱۳۳۲، فرمانداری مستقل به نام بختیاری وچهارمحال تأسیس شد و گندمان به عنوان بخشی از این فرمانداری معرفی گردید.
- - در سال ۱۳۵۲، با تبدیل فرمانداری کل به *استان چهارمحال و بختیاری*، گندمان به عنوان یکی از بخش‌های شهرستان بروجن تثبیت شد.
- - در سال ۱۳۶۹، گندمان به *شهر* ارتقاء یافت و مرکز بخش گندمان شد .

## مکان‌های دیدنی
- تالاب بین المللی گندمان[۶]
- کوه مادر دختر
- امام زاده عسگر و علی
- حمام شاه عباس
- تپه باستانی بهرام گور

## مشاهیر
روح الله عسگری گندمانی اولین دونده 110متر المپیکی در تاریخ ورزش ایران. 
مجتبی غیاثی ارزشمندترین بازیکن والیبال نوجوانان جهان در سال2007.
روح اله طاهری گندمانی عضو سابق تیم ملی فوتبال دانشجویان  ایران به مدت 3 دوره و مسئول برنامه ریزی و شورای نظارت راهبردی و پژوهشی اداره کل ورزش و جوانان استان تهران
ایوب زمانی گندمانی از فرماندهان سپاه پاسداران در جنگ ایران و عراق و معاون هماهنگ کننده تیپ ۴۴ قمر بنی‌هاشم استان     